# Museo Militar (Paraguay)
El Instituto de Historia y Museo Militar en Asunción, es un espacio cultural que promueve, valoriza e incentiva la investigación de la historia militar del Paraguay a través de una exhibición de objetos y documentos testimoniales de tiempos de guerra y paz de la milicia paraguaya. Se encuentra abierto al público con ingreso gratuito y se ofrecen visitas guiadas a centros educativos y grupos nacionales o extranjeros interesados. Con frecuencia se habilitan muestras temporales sobre temas militares.

## Historia
El origen fundacional del Instituto de Historia y Museo Militar, se encuentra en el decreto 17.730 del 16 de octubre de 1939, dependiente del Ministerio de Guerra y Marina del Paraguay. Posteriormente por Decreto Ley N.º 14.504 de Organización General de las Fuerzas Armadas del año 1942 se creó el Museo Histórico Militar (el Ministerio de Guerra y Marina se denominó, a partir del año 1943, Ministerio de Defensa Nacional) que se elevó, en el año 1958, a Dirección del Ministerio de Defensa Nacional.
El 17 de mayo de 1960, por Resolución Ministerial Nª 318 se cambió la denominación de Museo Militar al de Instituto de Historia y Museo Militar, con lo cual se amplían sus funciones al campo de la investigación histórica y la docencia.

## Patrimonio histórico

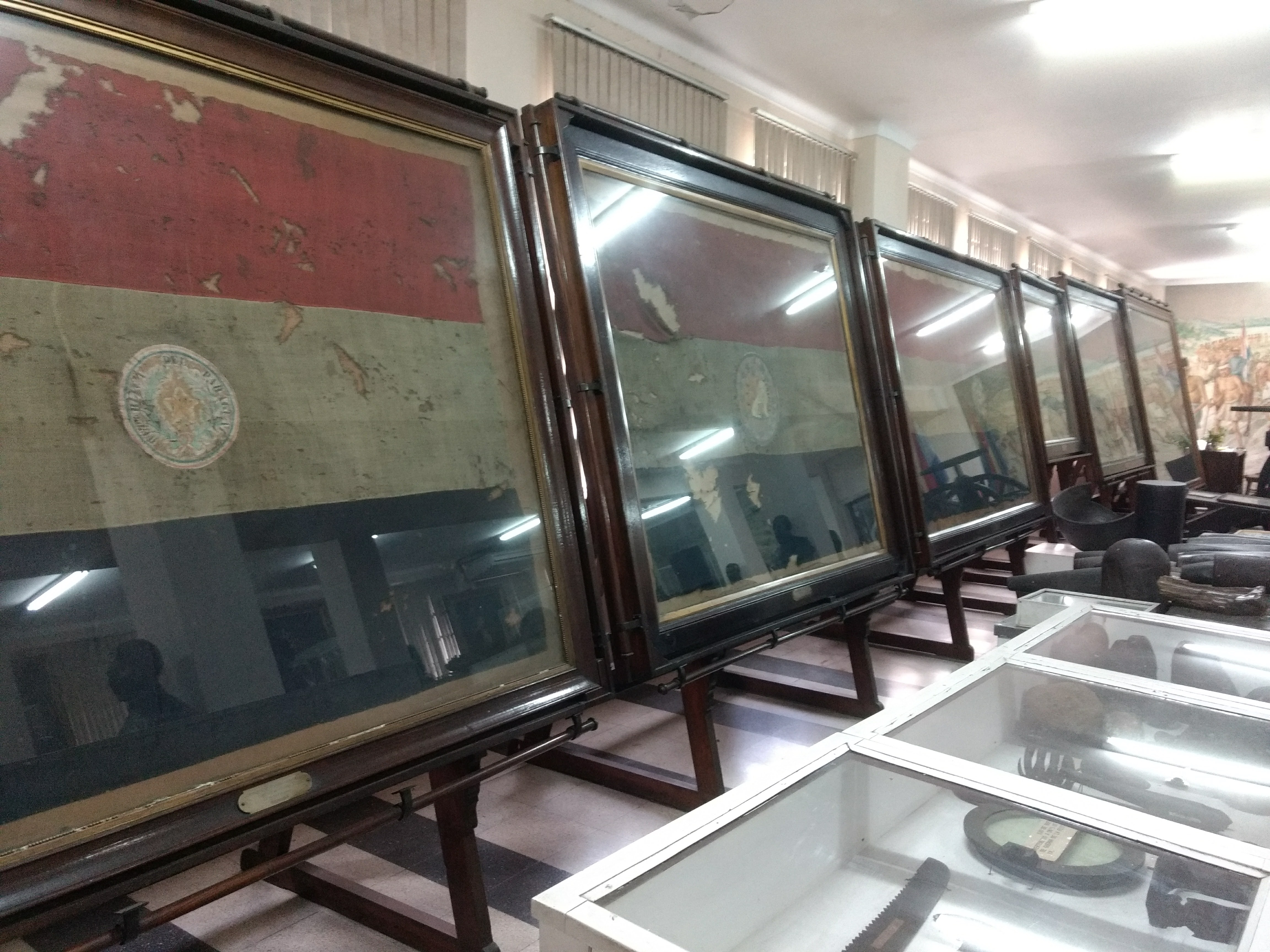
Banderas paraguayas de guerra utilizadas en la Guerra contra la Triple Alianza, devueltas por el Gobierno argentino en 1954

El Museo Militar, instalado en el local del Ministerio de Defensa Nacional, alberga numerosas muestras de armamento, banderas, uniformes, proyectiles, objetos bélicos y documentos que datan de las dos guerras internacionales que protagonizó Paraguay: La Guerra de la Triple Alianza y la Guerra del Chaco.
En el museo se encuentran expuestos armamentos, trofeos, uniformes, banderas, proyectiles, documentos y cuenta dentro de su patrimonio una importante colección de reliquias históricas organizadas para su exposición y ahí encontramos algunos espacios como La Sala de las Banderas, la Sala del Mariscal Francisco Solano López y la Sala Mariscal Estigarribia.
También se encuentran la galería de presidentes de la República del Paraguay y los Ministros de Defensa. En ella se pueden apreciar imágenes de cada uno de los ciudadanos paraguayos que ejercieron los cargos de Presidente de la República del Paraguay y sus ministros de defensa.

## La sala de las banderas
Las banderas, muchas de ellas quemadas o destruidas parcialmente, tienen un espacio especial en el museo militar. Se pueden observar algunas testimoniales de la Guerra contra la Triple Alianza (1864-1870). Junto a ellas se observa el famoso cuadro mural de grandes proporciones de Holden Jara, Camino a Cerro Corá; la mesa de composición de periódicos que se editaron en el transcurso de la contienda y objetos personales del general José Eduvigis Díaz.
Entre los objetos recordatorios de la Guerra del Chaco (1932-1935) se encuentran los pabellones de guerra de los regimientos que se mantuvieran en primera línea de fuego en combates y batallas en la contienda, así como un módulo temático de aviación.
En esta sala también se exhibe la banda presidencial original de Benjamín Aceval.

## La Sala del Mariscal Francisco Solano López
En esta sala se exhiben las vestimentas y objetos personales del mariscal Francisco Solano López y de su compañera Elisa Alicia Lynch.

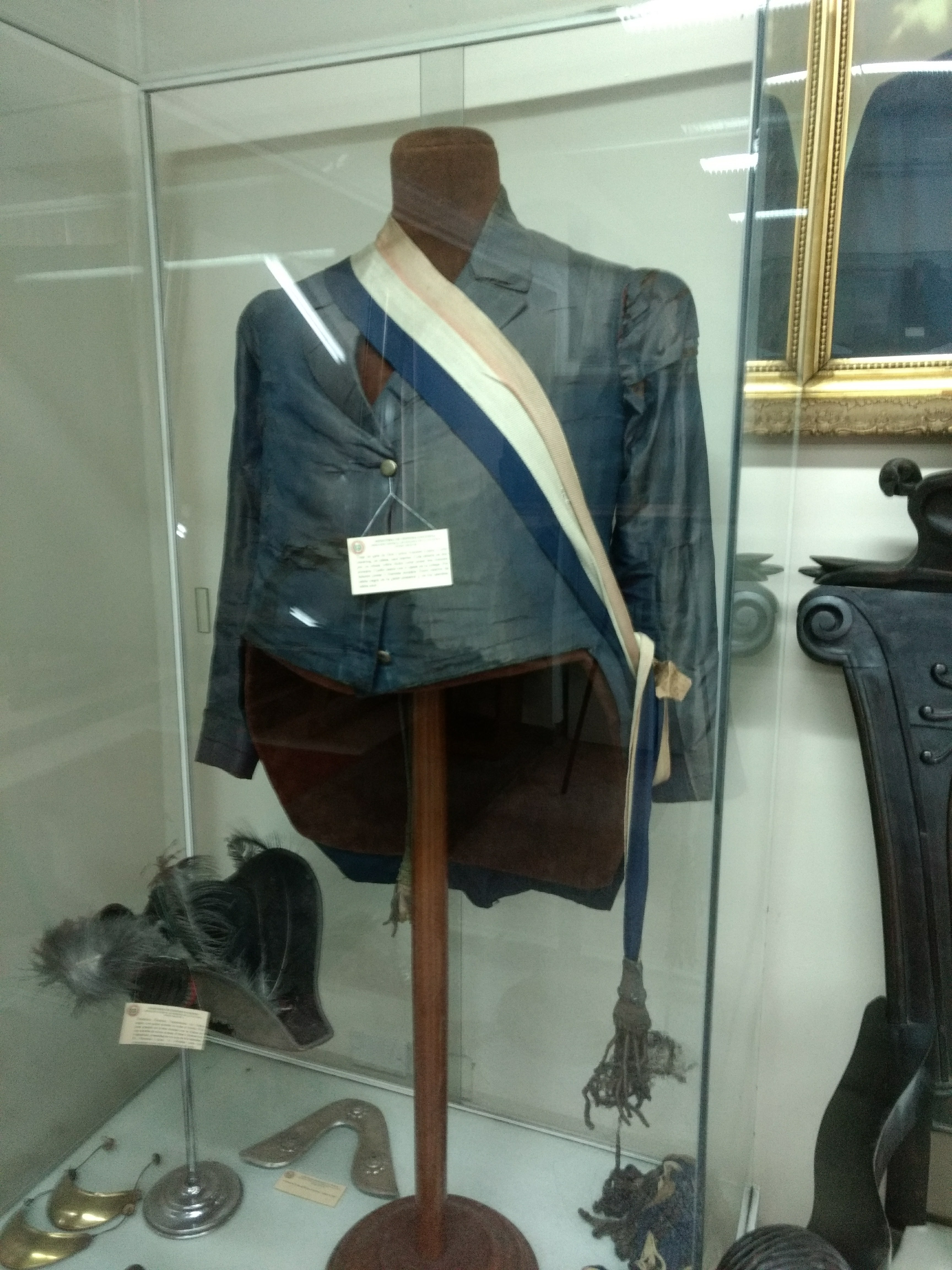
Uniforme de Capitán General utilizado por el primer presidente constitucional del Paraguay, don Carlos Antonio López

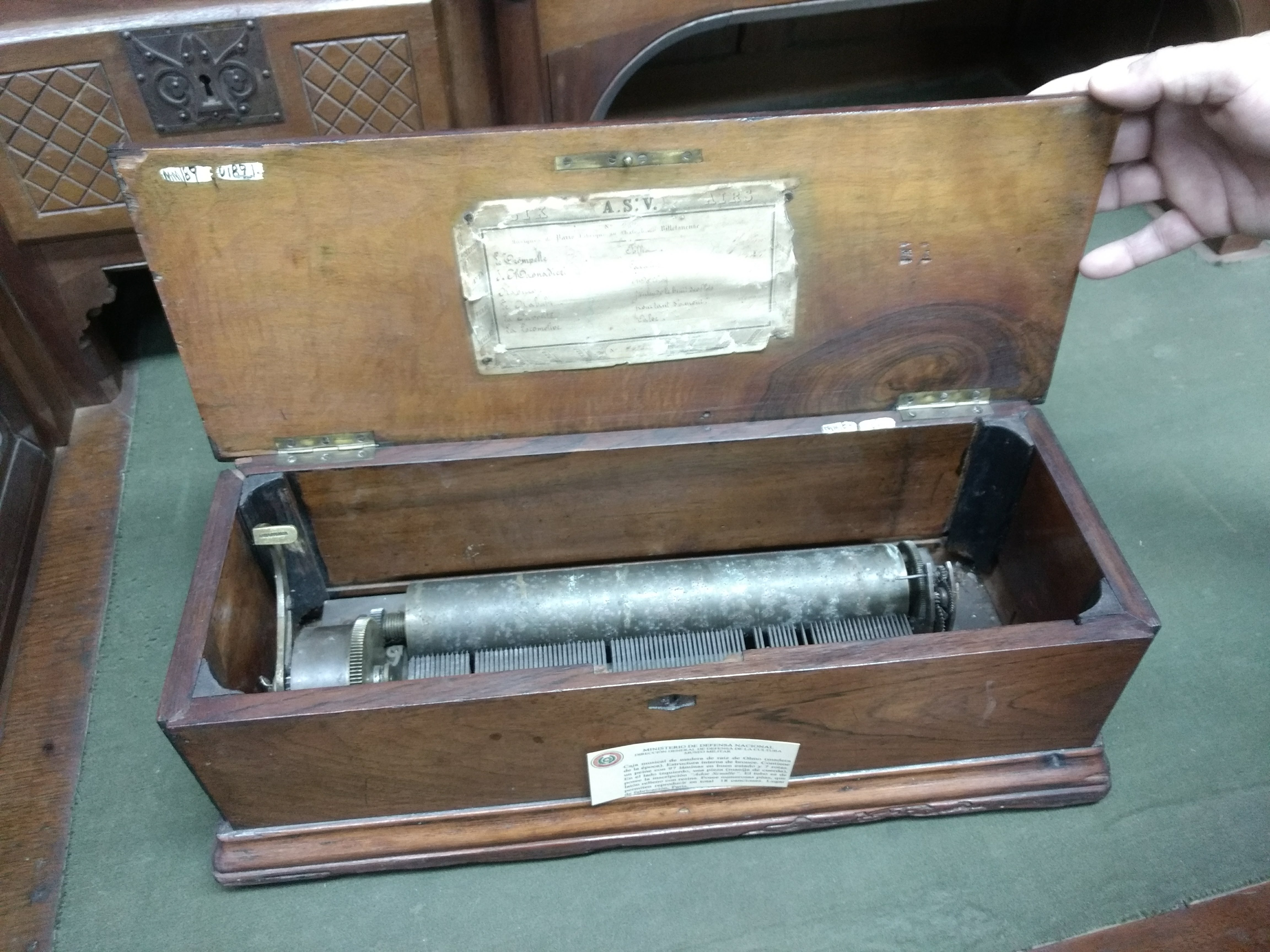
Caja musical de origen belga, perteneciente a la compañera del mariscal Francisco Solano López, Elisa Alicia Lynch

En la sala del Mariscal, también se encuentran sus camisas de ao po'i, sus uniformes y su bastón de mando. Asimismo, hay vestidos, objetos de porcelana y una cajita musical.

## La Sala del Mariscal José Félix Estigarribia
José Félix Estigarribia fue designado Jefe del Estado Mayor del Ejército en el año 1930, pero un año más tarde, en 1931, fue nombrado comandante de la Primera División de Infantería. Como comandante en jefe del ejército y conductor de las operaciones, tuvo una participación clave en la Guerra del Chaco (1932-1935).
Su estrategia y sus tácticas atrajeron el interés de las academias castrenses de todo el mundo, donde aún hoy en día se estudian. Logró detener el avance boliviano hacia el río Paraguay y destruyó potentes divisiones enemigas utilizando flexiblemente el combate de posición y técnicas de la guerra de guerrillas.
En esta Sala se encuentran objetos personales de Estigarribia así como diplomas, brevets, muebles, vestuario civil, uniformes, condecoraciones y su biblioteca. También se conservan los restos del avión en que sufrió el trágico accidente aéreo que ocasionó su muerte prematura, cuando era presidente de la República.

## Sala de armamentos y municiones
En el Museo Militar también se observa la sala en la que se exhiben armas y municiones reglamentarias de las Fuerzas Armadas en las dos grandes guerras. Este espacio cuenta con un ejemplar único de la cohetera “Congreve”, utilizada como arma incendiaria durante la Guerra contra la Triple Alianza. Asimismo, se exhiben un fusil, sistema Comblain año 1868, un fusil rústico en madera utilizado por los Niños Mártires de Acosta Ñu y fusiles “Mauser” a repetición, calibre 7,65 modelo paraguayo, entre ellos los popularmente conocidos como “mata paraguayos”.
Además se pueden ver los Uniformes de las tropas paraguayas en los diferentes períodos históricos de la República y los instrumentos musicales que pertenecieron a la banda del padre Ernesto Pérez Acosta, conocido popularmente como Pa'i Pérez.

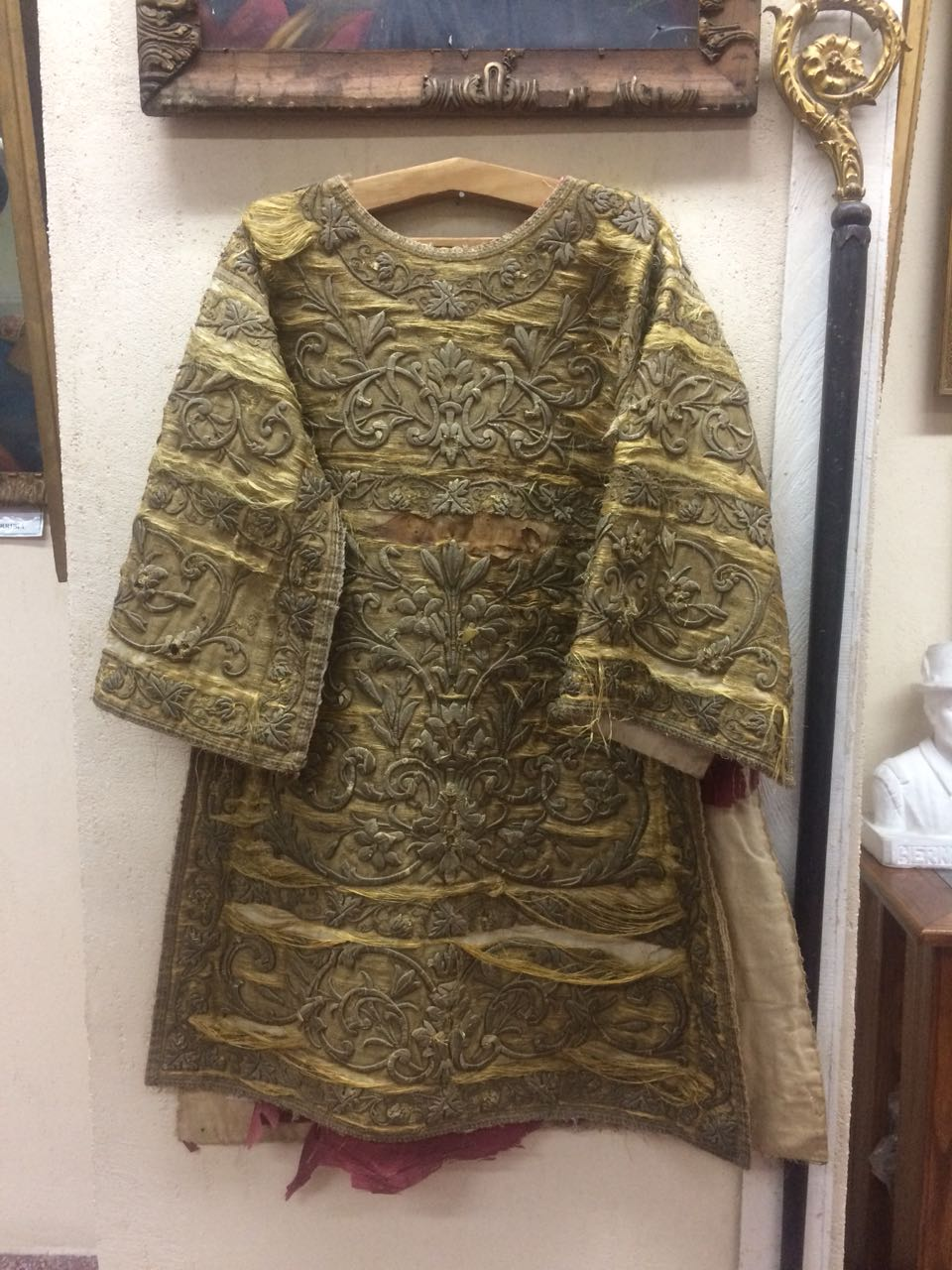
Casulla bordada con hilos de oro y báculo pertenecientes al presbítero paraguayo Fidel Maíz

El Museo cuenta con una biblioteca que contiene más de 2.000 volúmenes de libros, algunos de ediciones raras y 7000 fotografías, además de documentos originales sobre la historia militar paraguaya, entre ellos la colección de “Juan Bautista Gill Aguinaga”.

## Murales en el salón auditorio
En el Salón Auditorio se exponen dos enormes murales (7 x 5 metros). Uno conmemora la entrevista de Yataity Corá entre el mariscal López y el general Mitre y, el otro, el encuentro al final de la Guerra del Chaco entre los generales Peñaranda y Estigarribia. Este espacio tiene capacidad y comodidades para 300 personas.